# 포더라인강
포더라인강(독일어: Vorderrhein, 수르실바어: Rein Anteriur (도움말·정보))은 라인강의 두 수원 중 하나이다. 1,512k㎡의 유역은 주로 스위스 그라우뷘덴주에 위치해 있다. 포더라인강은 길이가 약 76km이므로 힌터라인강(각각 가장 먼 근원지까지 측정)보다 5% 이상 더 길다. 그러나 포더라인강의 평균 유속은 53.8㎥/s로 힌터라인강의 유속보다 느리다. 스위스 연방 지형청(Swiss Federal Office of Topography)의 스위스 아틀라스에 따르면, 포더라인강과 라인강의 수원은 Rein da Tuma와 토마호의 북쪽에 있다.
포더라인은 1851년 그라우뷘덴주의 사법부가 재편되면서 만들어진 사법부의 이름이기도 하다. 2001년에는 수르셀바군에 합병되었다.
포더라인강을 따라 형성된 가장 큰 커뮤니티는 디젠티스와 일란츠이다.